# Las penas del joven Werther

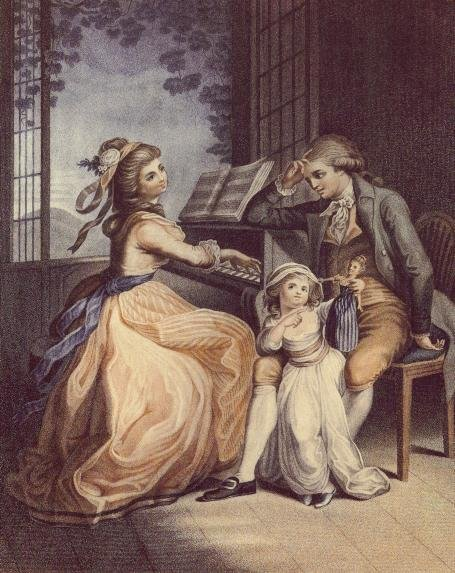
«Lotte y Werther», pintura inspirada en la obra de Goethe

Las penas del joven Werther (en alemán: Die Leiden des jungen Werthers) es una novela epistolar semiautobiográfica de Johann Wolfgang von Goethe. Es considerada como la novela que da inicio al Romanticismo.
El principal personaje de la novela, Werther, es un joven de carácter sensible y pasional que se enamora perdidamente de Charlotte, una mujer que se halla comprometida a otro hombre. Werther es un hombre apuesto que suscita el interés de muchas otras mujeres, pero él está enamorado de Charlotte, quien no lo ama, y a pesar del intenso dolor que le causa el amor no correspondido, Werther desarrolla una amistad íntima con ella.
Werther es una novela importante del movimiento Sturm und Drang en la literatura alemana. Es uno de los pocos trabajos de este movimiento que Goethe escribió antes de que, junto a Friedrich von Schiller, comenzara el movimiento Weimar. También influyó en la literatura del Romanticismo que siguió a este movimiento. El libro hizo que Goethe se convirtiera en una de las primeras celebridades literarias de su época. Hacia el fin de su vida, viajar a Weimar y visitar al maestro era un ritual.

## Argumento
Las penas del joven Werther se presenta como una colección de epístolas escritas por Werther, un joven artista de temperamento sensible y enamorado, que se las enviaba a su amigo Guillermo. En estas cartas, Werther revela datos íntimos de su estancia en el pueblo ficticio de Wahlheim (basado en la ciudad de Garbenheim), donde queda encantado por las tradiciones simples de los campesinos. Werther huye de la banalidad y la incomprensión de su ciudad natal cuando llega a Wahlheim, en un baile conoce y se enamora de Lotte (forma hipocorística de Charlotte —Carlota en español—), una hermosa joven que cuida de sus siete hermanos menores después de la muerte de su madre. Desafortunadamente, Lotte ya está comprometida con Albert, un hombre once años mayor que ella. Werther cultiva una amistad íntima con Albert y Charlotte a pesar de la pena que esta relación le produce, pena que finalmente lleva a Werther a abandonar Wahlheim para dirigirse a Weimar intentando olvidar a Lotte. Allí conoce a Fräulein von B. Werther sufre una gran pena al enterarse de la boda de Lotte y Albert.
Tiempo después regresa a Wahlheim, donde sufre más que nunca, ya que Albert y Lotte están casados. Cada día que pasa le recuerda que Lotte nunca podrá corresponder su amor. Con pena por Werther y respeto por su esposo, Lotte decide que Werther no debe visitarla tan frecuentemente. Él la visita por última vez y después de recitar un pasaje de Ossian, ambos se besan, Lotte se encierra en una habitación y pide a Werther que se vaya. Werther sabía, antes de este incidente, que uno de ellos — Albert, Lotte o Werther— tenía que morir. Incapaz de hacerle daño a otro ser, Werther no ve más opción que el suicidio.

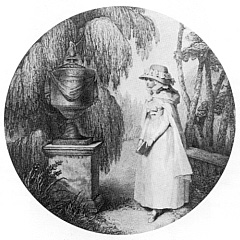
Lotte ante la tumba de Werther

Después de escribir una carta de despedida (para que fuera encontrada después de su muerte), le escribe a Albert pidiéndole dos pistolas con la excusa de que las necesitaba para un viaje. Albert recibe esta petición en presencia de Lotte, a quien le pide que le mande las pistolas, a lo cual ella accede aunque temblando, pues sabe que Werther es capaz de suicidarse. Luego, Werther se quita la vida en el momento en el que suenan las campanas de medianoche en Wahlheim.
Tras el disparo, su criado encuentra su cuerpo moribundo que tardará varias horas en morir. Será sepultado a las afueras del cementerio, pues según la tradición los suicidas no merecen ser enterrados en un camposanto. Será su amigo Guillermo quien narre el último tramo de la historia al final del libro.

## Inspiración y paralelismos
Goethe mencionó en su primera versión de su 'Römische Elegien', que su sufrimiento juvenil fue en parte inspiración para la creación de la novela. Cuando terminó sus estudios de Derecho en el verano de 1772, Goethe encontró empleo en la Cámara Imperial del Sacro Imperio Romano Germánico en Wetzlar.
Goethe cultivó la amistad del secretario Karl Wilhelm Jerusalem. La noche del 9 de junio de 1772, los dos amigos estaban presentes en un baile. En este evento social, Goethe conoció a la joven Charlotte Buff y su prometido, Johann Christian Kestner, un hombre mayor. Goethe se enamoró instantáneamente de Charlotte. Goethe galanteó a Charlotte y la relación entre ambos entró en un ciclo de amistad y rechazo. Charlotte fue honesta con Goethe y le dijo que no había esperanza de una aventura. El 10 de septiembre, Goethe se fue sin despedirse.
Los paralelismos entre este incidente y la novela son evidentes. Charlotte Buff, como su contraparte en la novela, era la hija de un oficial y tenía muchos hermanos. Goethe, como Werther, encontró difícil terminar sus trabajos. Goethe y Werther celebran su cumpleaños el 28 de agosto, y ambos abandonaron a sus amadas el 10 de septiembre. La novela también cuenta con varios eventos paralelos o similares en la vida del amigo de Goethe, Jerusalem. Al igual que Werther, Karl Wilhelm Jerusalem se suicidó. Goethe fue informado de que el motivo de este acto era el amor no correspondido que Jerusalem sentía hacia la mujer de otro hombre. Karl Wilhelm Jerusalem también se suicidó con pistolas prestadas.

## Efecto en Goethe
Goethe guardó la distancia en su vejez con Las desventuras del joven Werther. Lamentó su fama y haber hecho público su amor juvenil a Charlotte Buff. Aunque escribió Werther cuando tenía veinticuatro años, la mayoría de los visitantes que tuvo en su vejez solo habían leído este libro y solo lo conocían por esta novela entre todas las que escribió.[cita requerida]
Goethe tuvo un disgusto con este libro, llegando a escribir que no podría haber sido visitado por un fantasma más vengativo aun cuando Werther hubiera sido un hermano al que hubiera matado. De todas formas, Goethe reconoció el gran impacto personal y emocional que Las desventuras del joven Werther tenía en los jóvenes enamorados y deprimidos. En 1821, le comentó a su secretario que «Debe de ser malo, si no todos tienen un momento en su vida en el que sientan que Werther ha sido escrito solo para ellos».[cita requerida]

## Impacto cultural y legado

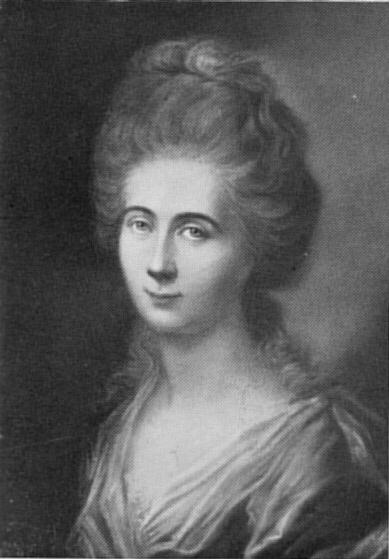
Charlotte Buff (1753-1828), la joven en quien se inspiró Goethe para crear El joven Werther. La muchacha que había rechazado a Goethe en 1772 se vio a su vez rechazada por Basilius von Ramdohr, con quien tuvo una breve relación, en 1781.

Las penas del joven Werther fue el primer gran triunfo de Goethe, que lo transformó de un desconocido a un autor célebre prácticamente de la noche a la mañana. Napoleón Bonaparte consideró esta novela como uno de los trabajos más importantes en Europa. Esta novela le inspiró de joven a escribir un monólogo al estilo de Goethe, y de adulto, llevó siempre consigo una copia del Werther en sus campañas.
La novela dio origen a un fenómeno llamado Werther-Fieber (Fiebre de Werther). Los hombres jóvenes en Europa vestían la ropa que Werther usaba en la novela. También tuvo consecuencias en los primeros ejemplos conocidos de suicidio mímico, provocando al parecer el suicidio de unos cuarenta lectores,[cita requerida] fenómeno que pasó a ser conocido en la psicología como el efecto Werther.
La fiebre de Werther causó preocupación a las autoridades y otros autores. Un autor, Friedrich Nicolai, decidió escribir un final alternativo para la novela, que resultaría más agradable, llamada Die Freuden des jungen Werther (Las alegrías del joven Werther), según el cual Albert, reconociendo las intenciones de Werther, llena las pistolas de sangre de pollo, evitando el suicidio de Werther y cediéndole gustosamente a Lotte. Goethe encontró esta versión desagradable y empezó una enemistad literaria con Nicolai de por vida. Goethe escribió un poema titulado Nicolai auf Werthers Grabe, en el cual Nicolai defeca en el sepulcro de Werther, execrando su memoria. Esta enemistad continuó con la colección de poemas Xenien, que Goethe escribiría más tarde.
«En Goethe —escribió Rodolfo Modern— encontramos al intérprete de su época, al clásico anheloso de la medida helénica y al romántico pletórico de sentimiento y ansias de infinito, la impaciencia juvenil y la experiencia fecunda de los años, el amor al mundo de las cosas y el cultivo de toda la gama emocional, la compenetración con la naturaleza y el ejercicio de la cortesanía más exquisita, la afirmación de una cultura superior y el reconocimiento de un mundo demoníaco, la capacidad de ser uno mismo y la adaptación a la circunstancia, el goce de los sentidos y del intelecto puro, la mirada comprensiva hacia el pasado y la predicción de un futuro hecho presente, la meditación gustosa y su transmutación en obra, la aptitud del hombre de ciencia y la actitud más desnudamente lírica, la presencia de lo particular y la vivencia de lo universal. ¿Cómo es posible apresarlo en una definición?».
El filósofo alemán Theodor Adorno y el crítico de literatura Gyorgy Lukács coincidieron en mostrar de qué manera el concepto central (¿cómo reducir el concepto de genio, a una acepción única?) de los románticos reúne en sí un momento positivo y otro negativo, y de qué manera un polo y otro se tensan, complementan y niegan. Por un lado, la noción de genio conduce a una cierta fetichización de la obra de arte, a su idealización; por el otro, da cuenta de las particularidades que nutren al arte moderno como esfera social autónoma y el quehacer especializado del artista. Es lógico, entonces, que en muchos de los grandes artistas modernos, como es el caso de Goethe, tal concepción produzca a la vez atracción y rechazo, placer y temor.
En la obra Frankenstein o el moderno Prometeo, de la autora británica Mary Shelley, el protagonista, la Criatura de Frankenstein, aparece leyendo Las penas del joven Werther mientras se encuentra en su cobertizo.
Jules Massenet compuso la ópera Werther, basada en la novela de Goethe.
Pilar Miró adaptó libremente el clásico de Goethe en su película de 1986 Werther, protagonizada por Eusebio Poncela como Werther.

## Ediciones y traducciones al idioma español

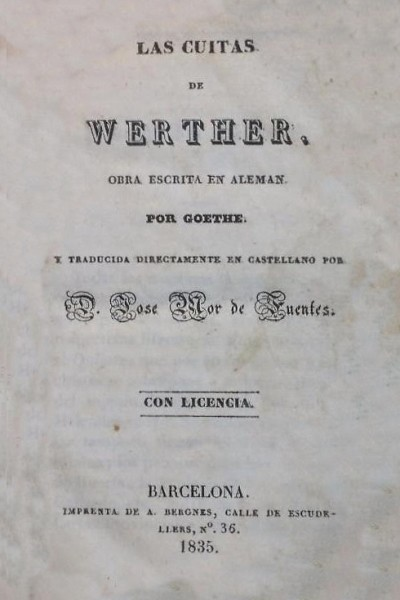
Portada de la primera edición en español, Las cuitas de Werther, Barcelona, 1835

La primera traducción de la obra al idioma español fue realizada por José Mor de Fuentes y publicada por A. Bergnes en Barcelona en el año 1835 bajo el título Las cuitas de Werther. Desde entonces la obra ha sido publicada bajo innumerables títulos entre los que cabe destacar:
- Las cuitas de Werther, A. Bergnes, Barcelona, 1835, (traducción de José Mor de Fuentes).
- Las pasiones del joven Werther, Imprenta de L. García, Madrid, 1849, (traducción derivada de José Mor de Fuentes).
- Werther, Imprenta Aribau y Cía, Madrid, 1874 (traductor no declarado).
- Las amarguras de Werther, Antonio López Editor, Barcelona, 1890, (traducción de F. del Río Urruti).
- Las penas del joven Werther, Revista de Occidente, Madrid, 1932, (traductor no declarado).
- Las desventuras del joven Werther, Juan Vila Editor, Barcelona, 1945, (traducción de M. A. Cassañes).

## Biografía
- Auden, Wystan Hugh (1971). Foreword. Toronto, Canadá: Random House.
- Herold, J. Christopher (1963). The Age of Napoleon. American Heritage.
- Phillips, Mary Elizabeth (1895). A Handbook of German Literature. George Bell and Sons.
- Von Goethe, Johann Wolfgang (2005). Las penas del joven Werther. Traducción Osvaldo y Esteban Bayer. Introducción Jorge Warley. Buenos Aires: Colihue.
- Taboada, L. (2020). Sobre cómo queremos liberarnos: el sentimiento del no poder. Ensayo sobre el sentimiento de desesperación y desubicación en Las desventuras del joven Werther. VERITAS/ estudiantes de filosofía. URL=<https://www.veritas-estudiantesdefilosofia.com/post/sobre-c%C3%B3mo-queremos-liberarnos-el-sentimiento-del-no-poder>.
- Wilkinson, William Cleaver (1887). Classic German Course in English. Chautauqua Press.